# Dendroperistoma projecta
Dendroperistoma projecta is een mosdiertjessoort uit de familie van de Cribrilinidae. De wetenschappelijke naam van de soort is, als Cribrilina projecta, voor het eerst geldig gepubliceerd in 1904 door Waters.